# سیغیرجی (بایبورد)
سیغیرجی (به ترکی استانبولی: Sığırcı) یک منطقهٔ مسکونی در ترکیه است که در بایبورد واقع شده‌است. سیغیرجی ۸۹ نفر جمعیت دارد.